# AC Renate
Die AC Renate ist ein italienischer Fußballverein aus der lombardischen Stadt Renate.

## Geschichte
Der Verein wurde 1947 gegründet. Die AC Renate trägt seine Heimspiele im Stadio Mario Riboldi in Renate aus, doch in der Saison 2009/10 spielten sie im Stadio Città di Meda in Meda, da ihr eigenes Stadion nicht den Kriterien der Lega Pro entsprach. In der Saison 2014/15 spielt die Fußballmannschaft der Associazione Calcio Renate in der Lega Pro Prima Divisione, der dritthöchsten italienischen Liga. Die Vereinsfarben sind Blau und Schwarz.